# Plankton
Plankton er en fællesbetegnelse for de oftest små, encellede organismer – mikroorganismer, der lever frit svævende i havet; marin plankton - eller i luften; luftplankton, aeroplankton eller anemoplankton. Gruppen omfatter meget små organismer, men til gengæld er der helt ufattelige mængder af dem i havet. I en liter havvand findes mere end 10-20 millioner. Gruppen er derfor også det nederste led i havets fødekæde.
At være planktonisk betyder at drive med strømmen, i modsætning til nektonisk, der kan svømme mod strømmen (hvaler, fisk og blæksprutter). Portugisiske orlogsmænd er sensu stricto plankton.
Marin plankton bliver inddelt i to hovedtyper:
- Planteplankton, (fytoplankton) (Græsk phyton, "plante") er alger og autotrofe bakterier. De får energi via fotosyntese og lever øverst i vandmasserne, fordi de behøver lys fra Solen for at overleve.
- Dyreplankton (zooplankton) (Græsk zoo: "dyr") er protozoer, små krebsdyr (f.eks. krill, vandlopper) samt æg, sæd og larver fra større dyr.

Herudover haves:
- Bakterier
- Arker
- Mikroskopiske svampe

## Planktonnets maskestørrelser
- Megaplankton — 20-200 cm — gopler, tang.
- Makroplankton — 2-20 cm — rejer, havstikkelsbær, pilorme.
- Mesoplankton — 0,2-20 mm — tanglopper, krabbelarver, hummerlarver.
- Mikroplankton — 20-200 μm — diatoméer, amøber, dinoflagellater, radiodyr.
- Nanoplankton — 2,0-20 μm — Kalkflagellater
- Picoplankton — 0,2-2 μm — cyanobakterier (tidligere benævnt blågrønalger), arker[1]